# Gabriele Manthoné

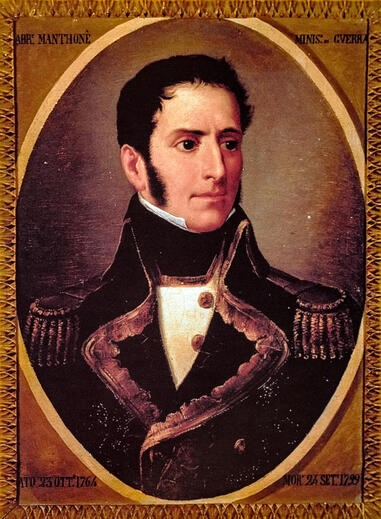
Generaal Manthoné als minister van Oorlog in de Parthenopeïsche Republiek (1799)

Gabriele Manthoné (Pescara, 23 oktober 1764 – Napels, 24 september 1799) was een officier in het koninkrijk Napels onder het bestuur van de Bourbondynastie. Hij was later regeringslid en generaal in de kortstondige Parthenopeïsche Republiek (1799). Voor de Napolitanen was hij een patriot voor een vrij Napels.

## Levensloop
Manthoné was de zoon van Cesare Delhorme en Maria Teresa Fernandez d’Espinosa. Zijn vader was gevlucht uit het koninkrijk Piëmont-Sardinië na een beschuldiging van moord. Deze trok naar het koninkrijk Napels en Sicilië, dat bestuurd werd door de Bourbondynastie. Hij veranderde zijn familienaam in Manthoné en bood zich aan in het leger der Bourbons. Zijn ouders installeerden zich in het fort van Pescara aan de Adriatische Zee. Pescara zelf was niet meer dan een dorp in het moeras aan de monding van de Pescara-rivier. De rivier stroomde door het fort. Zijn moeder was de dochter van de commandant van het fort.
Op twaalf jaar ging Gabriele Manthoné in het leger van de Bourbons. Hij deed dit samen met zijn jongere broer Giovanni Battista. Zij volgden beiden de opleiding in de kadettenschaal Nunziatella in Napels. Manthoné volgde een opleiding in de artillerie en maakte vervolgens snel carrière in het leger. Zo was hij vierentwintig jaar toen hij de rang kreeg van kapitein-commandant (1798). Atto Vannucci omschreef hem als iemand die vlot omging met kanonnen, welbespraakt was en met een rijzige gestalte.
In 1799 vocht Manthoné in het leger van de Bourbons tegen de Fransen onder leiding van Napoleon Bonaparte. Napels verjoeg evenwel de Bourbons en riep de Parthenopeïsche Republiek uit. Manthoné wisselde van kamp en liep over naar het revolutionair regime van Napels. Dat zijn vriend Carlo Lauberg, een apotheker, voorzitter werd van de revolutionaire junta, was hier niet vreemd aan. Lauberg loodste Manthoné in de regering als minister van Oorlog. Manthoné kreeg de opdracht de revolutionaire troepen te bewapenen, met Franse hulp. Hij kreeg de rang van generaal.
Een contrarevolutie zag het licht onder leiding van kardinaal Ruffo di Calabria; de beweging tegen de junta werd genoemd Sanfedismo ofwel de verdedigers van het Roomse geloof. Manthoné onderschatte de slagkracht van de contrarevolutie.
In juni 1799 gaf de junta van de Parthenopeïsche Republiek zich over aan kardinaal Ruffo di Calabria. Manthoné wist van niets. Admiraal Nelson, bevelhebber van de Britse vloot, hielp de kardinaal militair. Hij wou aanvankelijk Manthoné in leven laten doch veranderde van gedacht. Op 3 augustus 1799 begon het proces bij de krijgsraad van Napels; de generaals van de krijgsraad veroordeelden Manthoné tot de dood. Op 24 september 1799 hing hij aan een galg in Napels.

## Eerbetoon
In 1949 richtte de gemeente Pescara een monument op om twee van haar burgers te eren die vochten voor de vrijheid in 1799. Het ging om Ettore Carafa (1767-1799), hertog van Andria en graaf van Ruvo, alsook om Gabriele Manthoné. Beiden vochten tegen de troepen van kardinaal Ruffo di Calabria.

## Illustraties

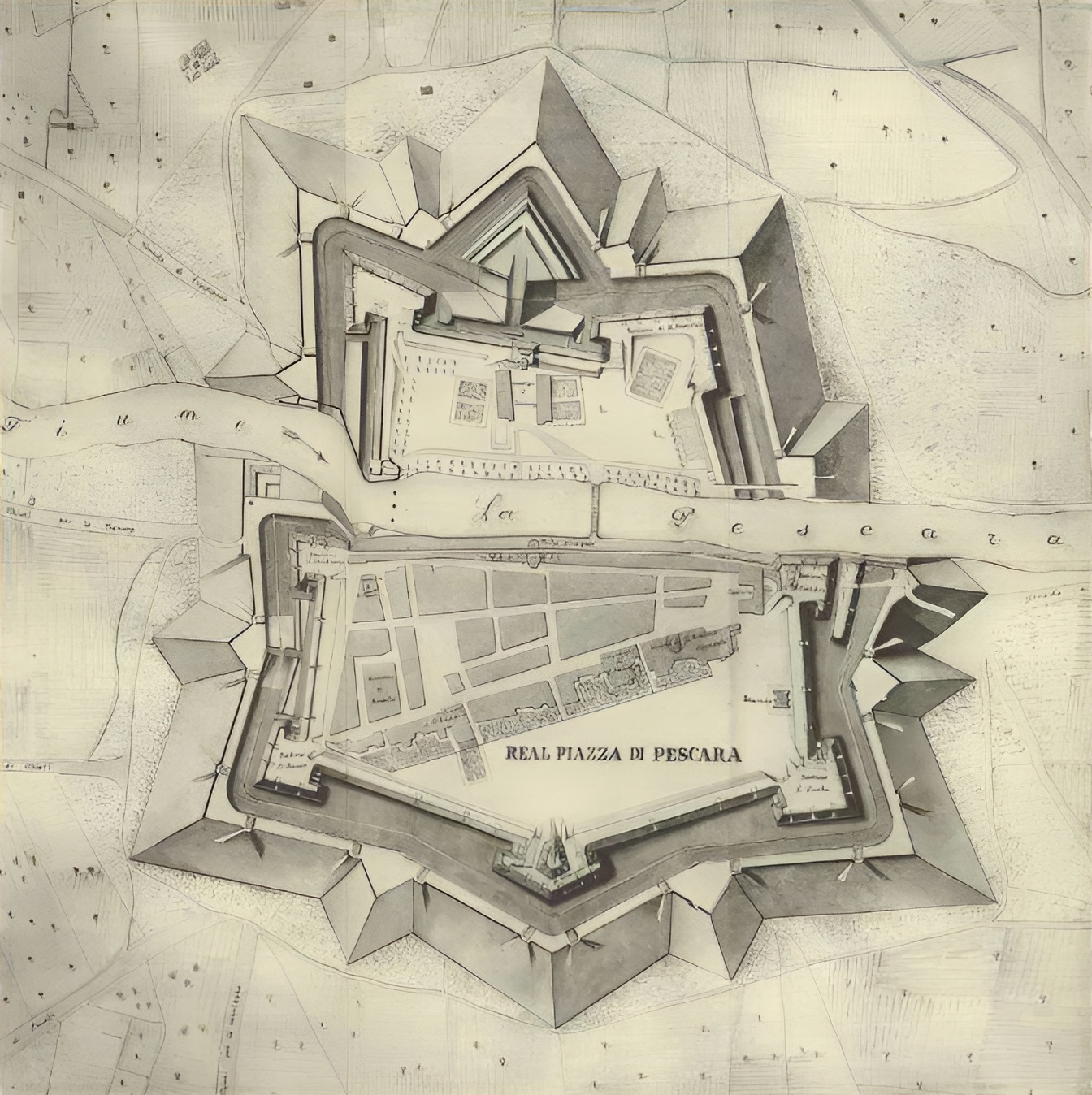
Fort van Pescara waar Manthoné opgroeide
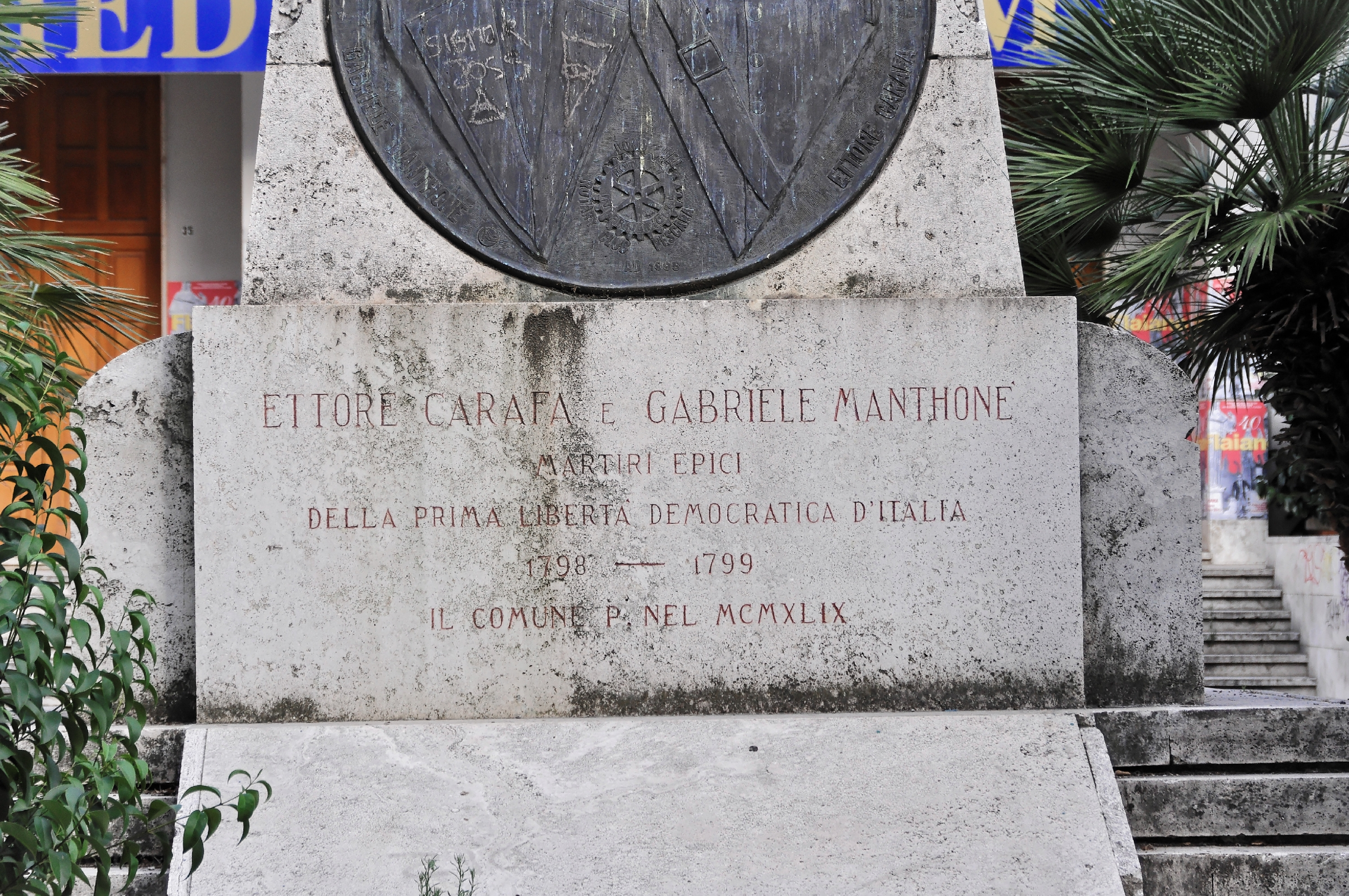
Monument in Pescara voor Manthoné en Carafa